# Kim Kardashian
Kimberly Noel Kardashian (Los Ángeles, 21 de octubre de 1980), conocida como Kim Kardashian, actriz, socialite, modelo y empresaria estadounidense. 
Comenzó a hacerse huecos en el mundo de la fama a principios de la década de los 2000, en calidad de amiga de la también conocida celebridad Paris Hilton. Kardashian apareció en múltiples ocasiones en el reality The Simple Life (2003-2007), el cual protagonizaban Paris Hilton y Nicole Richie.   
Su prominencia aumentó a partir de 2007, año en el que estrenó junto a su familia un programa de telerrealidad en E! llamado Keeping Up with the Kardashians. Tanto Kim como sus hermanas empezaron en la pantalla pequeña con este reality a raíz de la difusión de Kim Kardashian, Superstar, una película pornográfica que había grabado en 2002 junto a su entonces pareja: el cantante Ray-J. 
Desde entonces ha lanzado múltiples fragancias y accesorios de entre los que destacan sus marcas KKW Beauty o Skims. Frecuentemente es estrella invitada en destacados programas de televisión (entre ellos The Ellen Show o The Tonight Show Starring Jimmy Fallon). Compitió en Dancing with the Stars y tuvo papeles en películas como Disaster Movie y Deep in the Valley. 
En 2016 llegó a ser portada de la revista Forbes como una de las empresarias más codiciadas del mundo. En 2017 fundó su propia su marca de cosméticos KKW Beauty, la cual está valorada en mil millones de dólares. En 2019 hizo lo propio con la marca de fajas Skims. Estos negocios la llevaron a ser declarada por Forbes como multimillonaria en abril de 2021, al superar un patrimonio de mil millones de dólares.
Desde que comenzó sus estudios en derecho en 2018, Kardashian se ha implicado muy activamente en el ámbito político como en la reforma del sistema carcelario de Estados Unidos, llegando a reunirse con el presidente Donald Trump en diversas ocasiones.

## Primeros años
Kimberly Noel Kardashian, hija del abogado Robert Kardashian y de Kris Jenner, nació en Los Ángeles, California. Kim es de origen armenio, por parte de su padre, sus bisabuelos paternos emigraron a Los Ángeles justo antes del genocidio, y su bisabuela es turca de origen armenio. Su madre Kris tiene ascendencia inglesa, escocesa, irlandesa y neerlandesa. Tiene dos hermanas y un hermano, Kourtney Kardashian, Khloé Kardashian y Rob Kardashian y dos medio-hermanas por parte de madre, Kendall Jenner y Kylie Jenner.
Asistió a Marymount High School con sus dos hermanas. Durante la escuela secundaria, Kardashian trabajó en la firma de música de su padre, Movie Tunes.

## Carrera

### 2007: estrella derealities
Después del estreno de su película pornográfica Kim Kardashian, Superstar, que protagonizó junto a su entonces pareja Ray-J, Kardashian comenzó a destacar en octubre de 2007 junto a sus hermanas, madre y padrastro en la serie de telerrealidad de la cadena E! Keeping Up with the Kardashians. La serie ha salido al aire con veinte temporadas hasta la fecha, junto con nueve spin-off de la serie.
Su primer papel de actuación fue en la serie Beyond the Break. Luego protagonizó la película de 2008 Disaster Movie como Lisa. Kardashian apareció en el episodio de How I Met Your Mother, «Benefits». Apareció en el estreno de la tercera temporada de la serie 90210 con sus hermanas Khloé y Kourtney, haciendo de sí mismas.
Kardashian fue anfitriona en WrestleMania XXIV. También apareció como jueza invitada durante la decimotercera temporada de America's Next Top Model. El 16 de diciembre de 2009, Kardashian hizo una aparición en CSI: NY de CBS con Vanessa Minnillo.
Kardashian fue una de los trece participantes de la séptima temporada de Dancing with the Stars. Su pareja de baile fue Mark Ballas, fue la tercera contendiente en ser eliminada el 30 de septiembre de 2008.

### 2007-2010: modelo

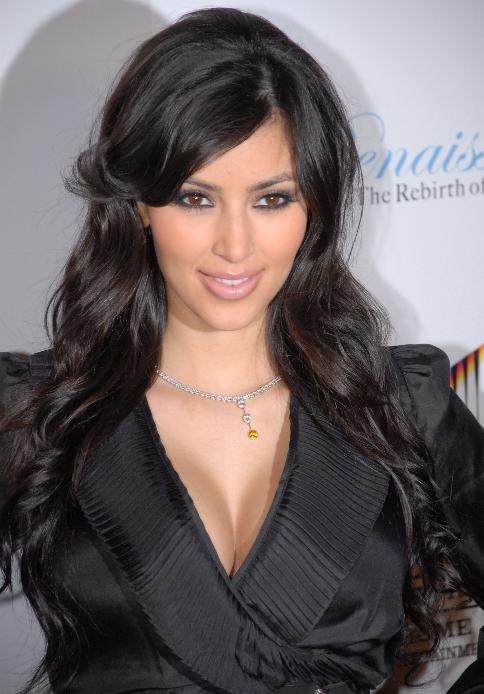
Kim Kardashian en 2007

Kardashian es copropietaria de una tienda de ropa llamada D-A-S-H con su hermana Kourtney En la primavera de 2010, ella y sus hermanas lanzaron una línea de ropa para Bebe.
En diciembre de 2007, posó desnuda para Playboy. También ha aparecido en varias ediciones internacionales de FHM, incluyendo la portada de la edición australiana de abril de 2010 y de Reino Unido en marzo de 2011. En febrero de 2008, Bongo Jeans anunció que Kardashian sería su rostro para la línea. Kardashian también modela para la línea de Travis Barker, Famous Stars and Straps. También modela para Quick Trim, zapatos Balenciaga, la comida rápida Carl's Jr., Sugar Factory lollipops, las paletas Sugar Factory, los productos para la piel Perfect Skin, y varios otros productos.
En julio de 2008, anunció en su blog que estaba trabajando en su propia línea de perfume para ser lanzada en 2009. El perfume, Kim Kardashian, fue lanzado en las tiendas de los Estados Unidos en febrero de 2010. El perfume fue lanzado el 4 de mayo de 2010 en Canadá.
El 9 de abril de 2009, lanzó una serie de ejercicios en DVD, Fit In Your Jeans By Friday, con los entrenadores Jennifer Galardi y Patrick Goudeau. Kim Kardashian es la cofundadora y jefa estilista de moda para ShoeDazzle.
Famous Cupcakes, una panadería de Los Ángeles, creó una mezcla de vainilla para Kim. El sabor de la magdalena es llamado Va-Va-Va-Nilla.
También ha creado joyas junto con sus hermanas, Khloé y Kourtney. El trío lanzó una línea de joyería para Virgins, Angels y Saints. La colección de 20 piezas debutó en marzo de 2010. La joyería refleja el patrimonio armenio de Kardashian.
Kim y sus hermanas crearon un bronceador llamado Kardashian Glamour Tan. Fue lanzado en verano de 2010 y está disponible en Sephora.
El 1 de julio de 2010, la sucursal de Nueva York Madame Tussauds reveló una figura de cera de Kardashian.
En agosto de 2010, anunció que ella y sus hermanas lanzarían otra línea de ropa. La línea se llama K-Dash y será vendida en QVC. K-Dash se lanzó el 10 de septiembre de 2010.
En 2010, sus ganancias eran estimadas como las más altas de las estrellas de reality con 6 millones de dólares, el 10 % de los cuales fueron ese año donados a la caridad.
El Dr. Sanford Siegal, el creador de Cookie Diet, la demandó afirmando que lo había difamado en Twitter. De acuerdo a Siegal, Kardashian publicó en octubre que él estaba «promoviendo falsamente» que ella estaba en Cookie Diet. Siegal presentó una demanda ante un tribunal de Florida afirmando que las declaraciones eran falsas y difamatorias. También alegó que Kardashian estuvo en una nómina de QuickTrim cuando ella tuiteó la publicación. El tuit de Kardashian parece desviarse de un artículo en CookieDiet.com, que la nombró como una de las tantas celebridades que veía resultados positivos en la dieta. Kardashian envió una orden de cese y desiste a Siegal, demandando que el enlace sea retirado.
La edición australiana de la revista FHM, que le dedica su portada de abril de 2010, la califica como el mejor cuerpo del planeta.

### 2010-presente

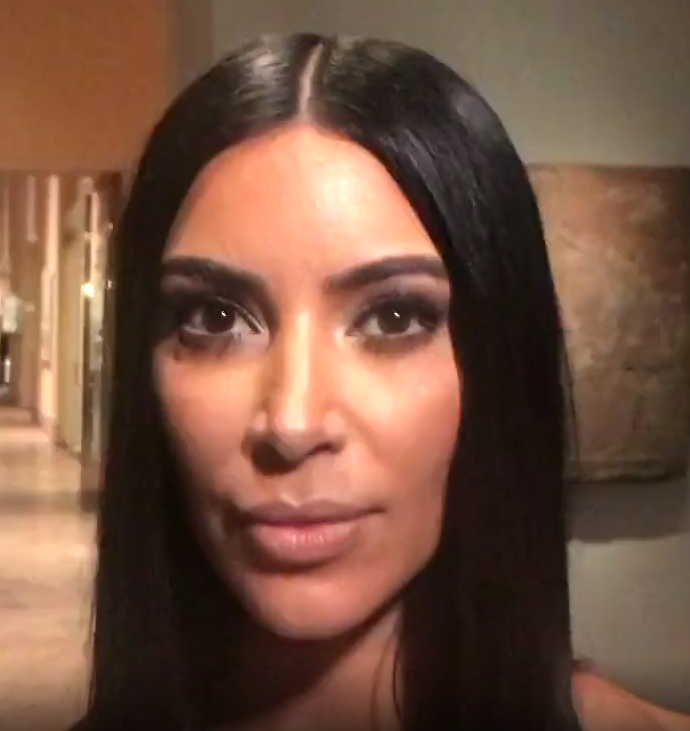
Kardashian en la Met Gala de 2017.

Kardashian es la productora de The Spin Crowd, un programa sobre Command PR, una firma de Nueva York, dirigida por Jonathan Cheban y Simón Huck. El programa los sigue mientras se asientan en sus nuevas oficinas en Los Ángeles. Kardashian es amiga de ambos, específicamente de Jonathan, y frecuentemente aparece en el programa. También apareció en los VMA de 2010, el 12 de septiembre de 2010. y fue juez del noveno episodio de la temporada diez The Apprentice; los dos equipos tenían que crear una imagen para su nueva línea de perfume, para venderla en Perfumania.
Kim, Kourtney, y Khloé escribieron una autobiografía titulada Kardashian Konfidential. El libro fue lanzado en tiendas el 23 de noviembre de 2010.
En diciembre de 2010, Kardashian filmó un video musical para una canción llamada «Jam (Turn It Up)», el video estuvo dirigido por Hype Williams; Kanye West hace una aparición en el vídeo. Kardashian estrenó la canción durante la fiesta de Nochevieja en TAO Las Vegas el 31 de diciembre de 2010. La canción fue producida por The Dream y Tricky Stewart. Kardashian dijo que estaba obligada en hacer la canción por amigos por Ciara, Kanye West y el productor The-Dream. Cuando le preguntaron sí se encontraba haciendo un álbum, Kardashian respondió: «No hay ningún álbum en trabajo ni nada -- sólo una canción que hicimos para Kourtney and Kim Take New York, y un video dirigido por Hype Williams, la mitad del dinero será dado a una fundación de cáncer, debido a que The-Dream y uno de mis padres fallecieron de cáncer. Es sólo divertirse -- con una buena causa».
Jiim Farber, escritor de Daily News, llamó «Jam (Turn It Up)» una «música dance genérica, sin un solo rasgo definitivo», y sugirió que en sencillo hizo a Kardashian «la peor cantante en el universo de telerrealidad».
En 2012, Kim Kardashian publicó una foto de ella misma (también conocido como selfie) con su maquillaje contouring, haciendo que esta nueva técnica de maquillaje se hiciera viral en las redes sociales.
El 3 de septiembre de 2014, ella y Kanye viajaron hasta Reino Unido para asistir a la gala de entrega de los premios GQ a los «Hombres del Año», celebrada en el londinense Covent Garden donde ella ganó como Mujer del Año 2014.
El 21 de junio de 2017 lanzó su propia línea de maquillaje KKW Beauty.
En 2020 Kim, se volvió en multimillonaria tras vender el 20% de las acciones a la empresa de maquillaje y cosméticos Coty. A finales de ese año pidió el divorcio a su marido, Kanye West.
El 10 de octubre del 2021, Kim hizo un debut en Saturday Night Live donde hizo uno de los monólogos más comentados de la historia del programa, haciendo varias burlas a sus hermanas y a la demás familia, antiguos fracasos y sobre su exmarido.

## Vida personal

### Relaciones sentimentales
Se hizo pública su relación con el cantante de R&B Ray J en marzo de 2007, con quien comenzó una relación en 2003. En agosto de 2007, un vídeo pornográfico casero que ella hizo con él fue distribuido por Vivid Entertainment Group. Kardashian demandó a la productora por la propiedad de la cinta, llegando a un acuerdo de $5 millones a su favor. Después de esto se confirmó su separación de Ray J el día 26 de ese mismo mes.
Más tarde en diciembre de 2007, comenzó a salir con la estrella Reggie Bush después de que se conocieran en los Premios ESPY. Kardashian anunciaba la separación de la pareja a finales de julio de 2009. Más tarde, el 29 de septiembre de 2009, Bush anunció la vuelta de la pareja. Finalmente ambos anunciaban la separación definitiva de la pareja en marzo de 2010. Más tarde se conoció el motivo de la ruptura, el cual fue que Kardashian dejó a Reggie Bush por Miles Austin, de los Dallas Cowboys, aunque esto nunca se confirmó. Luego admitió que ella y Miles Austin sí tuvieron una relación desde marzo hasta agosto de 2010, pero que Miles Austin no fue el motivo de su ruptura con Reggie Bush. Más tarde, en noviembre de ese mismo año, fue vista en varias ocasiones con el modelo Gabriel Aubry, pero Kardashian solo dijo que era un gran amigo.
En noviembre de 2021 comenzó una relación con el comediante y actor Pete Davidson pero se separaron el 5 de agosto de 2022, después de casi 9 meses de relación.

### Matrimonios
En 2000, a los diecinueve años, Kardashian huyó con el productor de música Damon Thomas. Thomas le pidió el divorcio en 2003. Kardashian luego citó como causa de su separación al abuso físico y emocional por parte de Thomas, y dijo haber estado bajo los efecto del éxtasis durante la ceremonia.
El 20 de agosto de 2011 se casó con el jugador de la NBA, Kris Humphries, después de 10 meses de noviazgo. 72 días después, el 31 de octubre de 2011, Kardashian solicitó el divorcio alegando diferencias irreconciliables; el 5 de junio de 2013 se formalizó el divorcio.
En junio de 2012, Kardashian confirmó su relación con el rapero Kanye West. Llevaba años de amistad con él, lo que ayudó a la consolidación sentimental de la relación. Su relación se televisó en la séptima temporada de Keeping Up with the Kardashians. El 22 de octubre de 2013, un día después del 33 cumpleaños de Kim, Kanye West le propuso matrimonio. La pareja contrajo matrimonio el 26 de mayo de 2014 en el Fort di Belvedere. En enero de 2021 se hizo público que la pareja estaba considerando el divorcio. El 19 de febrero de 2021 se hizo público que Kardashian le había pedido formalmente el divorcio a West, el cual se hizo efectivo el 2 de marzo de 2022.

### Maternidad
Tras algunos rumores, el 30 de diciembre de 2012, Kanye West anunció que ambos esperaban su primer hijo durante una presentación en Atlantic City, Nueva Jersey sin dar más detalles. Ese mismo día, Kourtney Kardashian, hermana de Kim, fue la primera en publicar un tuit afirmándolo: «¡Vengo queriendo gritarlo desde el tejado con alegría y ahora ya puedo! Otro ángel al que dar la bienvenida en nuestra familia. ¡Estoy desbordada de emoción!» Más tarde, Khloé Kardashian respondió a Kourtney: ”¡Guardar un secreto es difícil con tanta familia! ¡Sobre todo cuando estás tan emocionada! ¡¡¡El AMOR lo es todo!!!» Y de último, la madre de las hermanas, Kris Jenner, también tuiteó para afirmarlo: «¡Oh, BEBÉ, BEBÉ, BEBÉ!!» «¡¡¡¡¡¡¡¡¡Soy una chica feliz!!!!!!!!!». En el momento de la noticia, Kim estaba embarazada de 12 semanas.
Al día siguiente, Kardashian publicó una entrada en su blog: «¡Es verdad! Kanye y yo estamos esperando un bebé. Nos sentimos tan bendecidos y afortunados y desearíamos que junto a nuestras familias, su madre y mi padre pudieran estar aquí para celebrar esto con nosotros».
Semanas después, Kardashian se presentó al programa Today Show para promocionar la nueva temporada de Kourtney & Kim Take Miami donde habló más sobre ello: «Es un momento muy emocionante, no se puede planear para ese tipo de cosas así que creo que es sólo una bendición saber mis circunstancias». También dijo haber tenido problemas de fertilidad al igual que Khloé, pero a diferencia de ella, lo mantuvo en silencio.
Después de anunciar el estreno de la octava temporada de Keeping Up with the Kardashians, Kardashian dio la noticia del sexo de su bebé en el primer episodio, siendo esta una niña. Finalmente, el 15 de junio de 2013, dio a luz a su primera hija, North West.
El 15 de mayo de 2015, una revista estadounidense anunció el segundo embarazo de Kardashian. Al parecer había conseguido finalmente, concebir a su segundo hijo, tras varios meses intentándolo. Finalmente, el 5 de diciembre de 2015 dio a luz a su segundo hijo, Saint West.
Kim y su marido siempre manifestaron que querían otro bebé, sin embargo ella había corrido demasiados riesgos en sus embarazos anteriores, incluso podría no sobrevivir. Esto les llevó a la decisión de recurrir al vientre de alquiler. Así el 15 de enero de 2018 nació su tercera hija, de nombre Chicago.
En enero de 2019 la pareja confirmó que esperaban un cuarto hijo recurriendo a la gestación subrogada por segunda vez. El 10 de mayo de ese mismo año nació un varón, Psalm West.

### Salud
Comenzó a sufrir psoriasis a los 30 años. Fue diagnosticada con síndrome del túnel carpiano a finales de 2017.

### Robo en París
En octubre de 2016, mientras asistía a la Semana de la Moda de París, sufrió un robo en el selecto hotel donde se alojaba, siendo maniatada por los ladrones que huyeron con joyas valoradas en 11 millones de dólares. 
La celebridad estuvo sin publicar contenido en sus redes sociales por 3 meses, más tarde, en enero, se anunció la captura de 17 personas responsables del robo en París.

### Estudios
En abril de 2019 Kim comenzó sus estudios universitarios cuando, después de tres intentos infructuosos, consiguió pasar el Baby bar, un examen para estudiantes de Derecho en California.Participó como activista en el Caso de Alice Johnson,y el Caso Rogel Aguilera Mederos.

### Crítica
Kim Kardashian ha sido criticada por su enorme huella de carbono. En una revisión de 2022 de los registros de vuelos de aviones privados, el nombre de Kardashian apareció en una lista de « 10 celebridades con las peores emisiones de CO2 de aviones privados» junto con Taylor Swift, Floyd Mayweather, Jay-Z, A-Rod, Blake Shelton, Steven Spielberg, Mark Wahlberg, Oprah Winfrey y Travis Scott. Entre principios de enero y fines de julio de 2022, sus vuelos en aviones privados emitieron 4269 toneladas de emisiones, lo que representa 610 veces el total de emisiones anuales de una persona promedio.

## Programas
| Año             | Programas                            | Personaje  | Notas                                       |
| --------------- | ------------------------------------ | ---------- | ------------------------------------------- |
| 2007-2021       | Keeping Up with the Kardashians      | Ella misma | Reparto principal                           |
| 2009            | Kourtney and Kim Take Miami          | Ella misma | Spin-off de Keeping up with the Kardashians |
| 2011            | Kourtney and Kim Take New York       | Ella misma | Spin-off de Keeping up with the Kardashians |
| 2014            | Kourtney and Khloé take the Hamptons | Ella misma | Spin-off de Keeping up with the Kardashians |
| 2022 - presente | Team Hollywood: the Project          | Ella misma | Spin-off de Team Hollywood: the Project     |
| 2022 - presente | The Kardashians                      | Ella misma |                                             |

## Discografía

### Sencillos
| Año  | Sencillo           | Álbum                       |
| ---- | ------------------ | --------------------------- |
| 2011 | «Jam (Turn It Up)» | Jam (Turn It Up) - Sencillo |
| 2012 | «Shake»            | Shake - Sencillo            |

### Vídeos musicales
| Año  | Título             | Director      |
| ---- | ------------------ | ------------- |
| 2011 | «Jam (Turn It Up)» | Hype Williams |

## Filmografía
- 2007: Kim Kardashian, Superstar como ella misma.
- 2007: Thnks fr th Mmrs (video musical de Fall Out Boy) como invitada.
- 2008: Dancing with the Stars como ella misma.
- 2008: Disaster Movie como Lisa.[86]
- 2009: CSI: NY como Debbie Fallon (1 episodio).
- 2009: Deep in the Valley como Summa Eve.
- 2009: How I Met Your Mother como ella misma (1 episodio).
- 2009: Beyond the Break como Elle (4 episodios).
- 2012: Drop Dead Diva como Nikki.
- 2013: Tyler Perry's Temptation como Ava.
- 2014: 2 Broke Girls como ella misma (1 episodio).
- 2014: American Dad! como un alien sensual.
- 2016: M.I.L.F. $ (video musical de Fergie) como ella misma.
- 2018: Ocean's 8 Ella misma (cameo).
- 2020: Kim Kardashian West: The Justice Project como ella misma.
- 2021: PAW Patrol: The Movie como Delores.
- 2021: Saturday Night Live como conductora (Temporada 47, episodio 2).
- 2022: Team Hollywood: The Project como ella misma.
- 2023: American Horror Story: Delicate como Siobhan Walsh.